# Le Justicier de Dieu
Pour plus de détails, voir Fiche technique et Distribution.
Le Justicier de Dieu (Il giustiziere di Dio) est un western spaghetti italien sorti en 1972, réalisé et écrit par Franco Lattanzi.

## Synopsis
Après la mort de son jeune fils, le pistolero Tony Lant décide de changer de vie et devient prêtre. Il fonde une mission, sous le nom de père Lanthony. Mais le lieu où il a bâti son église est précisément l'endroit où des bandits ont caché un gros butin en or. Deux bandes rivales sont à la recherche de ce trésor. Sans scrupules, ils massacrent les enfants de la mission. Le père Lanthony reprend alors les armes pour chasser les criminels, qu'il remet aux représentants de la loi. Ayant achevé cette nouvelle mission, il revient à son ministère dans une réserve indienne.

## Fiche technique
- Titre français : Le Justicier de Dieu
- Titre original italien : Il giustiziere di Dio
- Réalisation : Franco Lattanzi
- Scénario : Franco Lattanzi
- Genre : Western spaghetti
- Photographie : Franco Appetito
- Format d'image : 2.35:1
- Montage : Franco Lattanzi
- Durée : 85 minutes
- Maquillage : Gennaro Visconti
- Musique : Piero Piccioni
- Production : Giovanni Vari pour Cigno Film, Rewind Film
- Pays :  Italie
- Langue originale : italien
- Date de sortie : 
  - Italie : 1972
  - France : 24 septembre 1978[1]

## Distribution
- William Berger : Tony Lant / padre Lanthony
- Donald O'Brien : Frank Bridger
- George Wang : Ramon Orea
- Victor Stocchi : Paul, dit "Golia"
- Nuccia Cardinali : Carol Lang
- Attilio Dottesio : Tim
- Antonio Dimitri : Ringo
- Nello Palladino : Greene
- Lorenzo Piani : Red
- Maurizio Mannoia : le bandit qui reconnaît Tony